# Открытые медиа
«Открытые медиа» — русскоязычное эстонское интернет-издание, существовавшее с 2017 по 2021 год и перезапущенное на Youtube в августе 2022 года. Издание было основано на базе нескольких пабликов в социальных сетях.

## История
27 ноября 2017 года были объединены интернет-паблики «Инфометр», «OpenEconomy», «Culttriger» и «WTFuture», дав начало проекту «Открытые медиа». Главным редактором «Открытых медиа» стала Юлия Ярош, ранее возглавлявшая проект «OpenEconomy». Учредителем СМИ выступило юрлицо Open press OÜ. Оно, по данным Центрального коммерческого регистра Эстонии, было зарегистрировано в июне 2017 года британской компанией Hanover 16 Limited, которая, в свою очередь, по информации Регистрационной палаты Великобритании, принадлежит бизнесмену Михаилу Ходорковскому. Для регистрации этого СМИ Михаил выбрал Эстонию, а свой выбор он объяснил тем, что в этой стране существует удобный интернет-интерфейс для управления компанией без больших затрат на администрирование ресурса.
Как сообщает, финансируемый правительством России телеканал RT, в 2020 году «Открытые медиа» оказались на грани закрытия из-за долгов.
15 июля в российский список СМИ — «иностранных агентов» были внесены журналисты издания Максим Гликин и Юлия Ярош, 23 июля — Илья Рождественский, а 9 декабря 2022 года — ведущий Youtube-канала «Открытые медиа» Ростислав Мурзагулов.
4 августа 2021 года сайты «Открытых медиа», «МБХ Медиа» и «Правозащиты Открытки» оказались заблокированы. Роскомнадзор назвал эти проекты «информационными ресурсами Open Russia Civic Movement, Open Russia», которая была признана «нежелательной организацией» в 2017 году. На следующий день после блокировки «Открытые медиа» объявили о прекращении работы издания, опасаясь уголовного преследования своих журналистов.
В сентябре 2021 года бывший телеграм-канал издания «Открытые медиа. Эксклюзивы» поменял название на «Можем объяснить» и стал обновляться. В августе 2022 года возобновил вещание Youtube-канал «Открытые медиа».

## Описание
Интернет-издание представляло собой 4 проекта, специализирующихся на различных темах: «Открытые медиа. Главное», «Открытые медиа. Новости», «Открытые медиа. Истории», «Открытые медиа. Сюжеты». Все эти проекты специализировались на новостях о Российской Федерации. Регулярно издание выпускало расследования на тему коррупции.
Как отмечала главный редактор «Открытых медиа» Юлия Ярош, издание позиционировало себя как либеральное, но не преследовало политических целей.

## Расследования
В январе 2021 года журналисты «Новой газеты», издательства «Открытые медиа» и «Радио Свобода» нашли косвенное подтверждение связи резиденции, называемой «Дворцом Путина» с самим Владимиром Путиным. Они обнаружили 5 фирм, которые опубликовали на своих сайтах информацию о том, что осуществляли работы в «резиденции президента РФ „Прасковеевка“». Имеено вблизи села Прасковеевка находится так называемый «Дворец Путина».
В феврале 2021 года «Открытые медиа» заявили, что возле винодельческого комплекса «Усадьба Дивноморское» в Геленджике, который Фонд борьбы с коррупцией (ФБК) отнес к территории «Дворца Путина», построят аквапарк.
Также в феврале того же года, издание составило путеводитель по окрестностям «Дворца Путина», в котором описана подробная информация об усадьбах вокруг вышеупомянутого строения.

## Давление на издание
Редакция «Открытых медиа» 15 марта 2021 года сообщила, что их журналист Илья Рождественский заметил слежку за собой и обвиняет в этом частного детектива Евгения Гвоздева, сотрудничающего с изданием РИА ФАН предпринимателя Евгения Пригожина. По данным издания Meduza, за разными журналистам «Открытых медиа» следят с конца 2020 года.
По данным Znak.com, были взломаны аккаунты Рождественского, заместителя главного редактора Максима Гликина, корреспондента Виктора Овсюкова и других журналистов издания, а также были опубликованы заказные материалы с ложными фактами про семьи корреспондентки Натальи Телегиной и ещё одного автора.
В 2020 году главный редактор РИА ФАН подал на «Открытые медиа» жалобу в полицию с обвинением в публикации «недостоверной общественно значимой информации» на тему явки на голосовании по поправкам в Конституцию РФ.